# Alvaradoa lewisii
Alvaradoa lewisii  é uma espécie de planta dicotiledônea descrita por Howard e Proctor. Alvaradoa lewisii faz parte do gênero Alvaradoa e da família Picramniaceae.